# Dom Antônio Reis
Dom Antônio Reis és un barri de la ciutat brasilera de Santa Maria, Rio Grande do Sul. El barri està situat al districte de Sede.

## Villas
El barri amb les següents villas: Dom Antônio Reis, Parque Residencial Dom Antonio Reis, Seminário São José.
| Nossa Senhora Medianeira Uglione Urlândia | Nossa Senhora Medianeira / Cerrito | Cerrito           |
| Urlândia                                  |                                    | Cerrito           |
| Urlândia                                  | Urlândia / Lorenzi / Tomazetti     | Cerrito Tomazetti |